# Rudolf I. (Würzburg)
Rudolf I. († 3. August 908 in Thüringen) war von 892 bis 908 Bischof von Würzburg. Er entstammte als Sohn von Graf Udo der Familie der Konradiner.
Rudolf war der jüngere Bruder Konrads des Älteren sowie des späteren Herzogs von Lothringen, Gebhard. Er war damit einer der wenigen Verwandten des Kaisers Arnulf und dessen Sohn Ludwig, auf die sich der Kaiser in seinem Kampf gegen die fränkischen Babenberger (siehe Babenberger Fehde) bevorzugt stützte. Nach seinem Tod spielten sie im Reich die beherrschende Rolle.
Nach dem Sturz des Babenberger Markgrafen Poppo von Thüringen wurde Konrad der Ältere dessen Nachfolger, Rudolf hingegen Bischof von Würzburg, womit die beiden Brüder die beherrschende Macht in Thüringen und Mainfranken darstellten. Bischof Rudolf nahm an der Synode von Trebur 895 teil.
Rudolf fiel am 3. August 908 in Thüringen im Kampf gegen die Ungarn.